# Zrínyi I. György
Zrínyi I. György (vagy bribiri Šubić III. György horvátul: Juraj I. Zrinski, ili Juraj III. Šubić Bribirski, 1330 körül – 1361) horvát nemes, a Šubić nemzetségből származó zrinyi gróf, a Zrínyi család első tagja.

## Családja
Šubić II. Pál spalatói és traui gróf és Frangepán Erzsébet vegliai grófnő idősebb fia volt. Két testvére ismert, Pribko és Katalin, aki apáca lett. Két gyermeke közül Erzsébet Kurjaković Tamás felesége lett, Pál pedig Zriny várának uraként és I. Lajos magyar király, majd Mária királynő híveként a Zrínyi család minden későbbi tagjának az őse volt.

## Élete
Az apja halálakor még kiskorú György nem örökölhette apja II. Pál gróf örökségét, mert még apja életében, nem tudni, miért és hogyan, anyai nagyapja, Frangepán III. Duim vegliai, modrusi és zenggi gróf kezébe került. Amíg apja a velenceiekkel szövetségben I. Lajos király ellen harcolt, anyja két gyermekével a vegliai grófok második legerősebb várának, Modrus várának biztonságos rejtekében tartózkodott. Pál gróf halála (1346) után pedig III. Duim a maga közelében tartotta unokaöccsét, és nem adta át nagybátyjának, Šubić V. Gergelynek. Duim gróf, aki Lajos király kegyeltje volt, bizonyára ki akarta békíteni unokáját a királlyal, és a fiatal fiút más politikai útra akarta terelni, mint amit az apja képviselt.
Ekkor valóságos versengés következik a kiskorú Györgyért. Két párt küzd érte: egyrészt a Šubićok V. Gergely gróffal és unokaöccsével, III. Mladennel, akik őrizetükbe akarják hozni, és megőrizni őt és Osztrovica várát a nemzetségnek és a velencei érdekeknek, a másik oldalon pedig a Frangepánok, III. Duimmal és testvérével, VIII. Bertalannal, akik pedig Lajos magyar királlyal akarták kibékíteni. A Zára és a Velencei Köztársaság közötti viszályban a Frangepánok Zárát és Miklós bánt támogatták, míg a Šubićok készek voltak mindent megtenni Velence érdekében, csakhogy bosszút álljanak családjuk tönkretevőjén, Lajos királyon.
A fiúért folyó harc már hónapok óta tartott, de a Frangepánok nem adták ki a kezükből. Végül a velencei hatóságok, amelyekre Pál gróf fia ügyét bízta 1346. november 7-én követeket küldtek Zenggbe Duim és Bertalan grófokhoz, akik mindent elkövettek, hogy rávegyék a grófokat, ha nem is mindkét gyermek, de legalább György gróf átadására. A követség sikertelenül zárult. December 15-én másfél éves ostrom Zára megadta magát a velenceiknek, akik hozzájárultak, hogy Osztrovica várát és György gróf más birtokainak igazgatását Šubić V. Gergely átvegye. Erre Lajos király hívei 1347 elején a horvát és bosnyák bánokkal megerősítve nagyszabású hadműveletbe kezdtek, hogy Gergelytől elfoglalják Osztrovica várát. A velenceiek, akik felkészültek a gróf megsegítésére Osztrovica védelmére rendelték a zárai grófot és a kapitányt azzal, hogy siessen Osztrovicába, de ne feledkezzen meg a város biztonságáról sem.
A velencei tanács Gergely gróf ismételt kérésére újabb követséget menesztett Duimhoz György és nővére elengedése érdekében. Ezzel egy időben III. Mladen klisszai gróf is a velencei tanácshoz fordult, védelmet kérve közös ellenségeik, különösen Kotromanić István bosnyák bánnal szemben. A velenceiek ígéretet is tettek, hogy figyelmeztetik a bánt, hogy tartózkodjon az erőszak alkalmazásától, de egyre inkább úgy tűnt, hogy a velenceieket jobban érdekelte a vár, mint a Gergely gróf sorsa. Ezt követően nem tudni, hogy milyen okból, váratlan fordulat történt. Gergely elkezdett kibékülni Lajos királlyal még azon az áron is, hogy átadja Osztrovicát. Talán a Frangepánok győzték meg Gergelyt, aki belátta, hogy nem tarthatja meg Mladen számára Osztrovicát a király ellenében. Velencében már 1347 augusztus elején megtudták, hogy új királyi sereg érkezik Dalmáciába, és hogy egy szerződés készül a vár átadásáról. Ezért 5-én követet küldtek Zárába, hogy miután beszélt a város elöljáróival menjen Gergely grófhoz és intse őt kedves szavakkal, hogy védje meg Osztrovicát. Egyúttal megparancsolták Zára velencei grófjának és kapitányának, hogy segítsenek Gergelynek hadsereggel és mindennel, amire szüksége van.
Nem tudták, hogy Gergely gróf két követe már az év közepén a király elé járult, ahol arra kérték, hogy noha ők II. Pál gróffal oly sokáig hűtlenek voltak a király szent koronájához, mégis könyörögnek, hogy vegye őket királyi kegyelmébe, és felejtse el régóta fennálló hűtlenségüket. Egyúttal hogy bebizonyítsák, mennyire komolyan döntöttek úgy, hogy ezentúl hűségesek lesznek, átadják a királyi kézbe várukat, Osztrovicát. A király elfogadva kérésüket július 31-én megbocsátó oklevelet adott ki. Még aznap kiadott egy újabb oklevelet is, melyben Osztrovica váráért Šubić V. Gergelynek és unokaöccsének, III. Györgynek minden tartozékával a szlavóniai Zriny várát adja cserébe, ezen kívül pedig megkapták a Zriny melletti Stupnica földjét is. Velencébe csak novemberben érkezett meg Mladen gróf levele, amelyben tájékoztatta a nagytanácsot, hogy Osztrovica vára már I. Lajos király uralma alatt áll, és fel is állították helyőrségét.
Így 1347-ben a bribiri Šubić grófok egyik ága, melynek Osztrovica volt a székhelye Horvátországból az akkori Szlavóniába, Zriny várába költözött. Ezt az ágat és leszármazottait ezután már nem bribiri grófoknak (comes de Brebir), hanem zrínyi grófoknak (comes de Zrin, Zerin) nevezik. Gergely gróf ezután rövidesen eltűnik a történelem lapjairól, III. György pedig Zrínyi I. György néven Zriny első grófja lesz. György már az évben részt vett a király nápolyi hadjáratában, melyben többször kitüntette magát. Érdemeiért több kiváltságot kapott, egyebek között a királyi lovag címet és jogi mentességet mindenféle bíráskodás alól. Sajnálatosan fiatalon, 1361-ben hunyt el. Utóda fia, Zrínyi Pál lett, akitől később a Zrínyi család tagjai származtak.